# Medaille van de Stad Amsterdam
De Medaille van de Stad Amsterdam is een onderscheiding die wordt uitgereikt aan verdienstelijke personen.
Het is niet bekend wanneer de medaille is ingesteld. Sinds 1951 is de medaille gemaakt volgens een ontwerp van H. Bolhuis. De eerste die deze medaille kreeg uitgereikt, was kunstschilder Jan Sluijters in december 1951.
Er zijn een gouden, een zilveren en een bronzen medaille.

## Gouden Medaille
De gouden medaille wordt standaard verleend aan burgemeesters bij hun afscheid. Ook worden (inter)nationaal bekende personen die veel voor de stad hebben gedaan hiermee geëerd. In enkele gevallen zijn organisaties onderscheiden. 
Ontvangers zijn onder meer:
| - Pieter Oosterhuis (1877) - Willem Mengelberg (1920) - Floor Wibaut (1931) - de ANWB (1933) - Cornelis George Vattier Kraane (1934) - Julius Carl Bunge (1934) - Dwight D. Eisenhower (1945) - Winston Churchill (1946) - Feike de Boer (1946) - Christiaan Pieter van Eeghen (1950) | - Jan Sluijters (1951) - Ben Sajet (1967) - Gijs van Hall (1967) - Leen Seegers (1967) - de KLM (1969) - AFC Ajax (1971) - Beppie Nooij sr. (1972) - Ivo Samkalden (1977) - Wim Polak (1983) - Bernard Haitink (1988) | - Ed van Thijn (1994) - Nelson Mandela (1999) - Schelto Patijn (2001) - Ernst Veen (2009) - Job Cohen (2010) - Joop van den Ende (2010) - Frits Goldschmeding (2013) - Henk Dijkstra van het Leger des Heils (2017) - Eberhard van der Laan (2017) - Jacques Grishaver (2022) | - Angela Merkel (2024) |

## Zilveren Medaille
Deze wordt toegekend aan personen die buitengewoon verdienstelijk hebben gemaakt voor de gemeente Amsterdam  en de naam van Amsterdam naar buiten toe hebben uitgedragen.
De medaille is bijvoorbeeld uitgereikt aan:
- Seraphine Levenbach-Asscher (1936)
- Benjamin Emanuel Asscher (1939)
- Rudolf Mengelberg (1952)
- Feyo Onno Joost Sickinghe (1997)
- Huub Oosterhuis (1998)[3]
- AFC Ajax (2000), ter gelegenheid van het honderdjarig bestaan van de voetbalclub [4]
- Theun de Vries (2002), ter gelegenheid van zijn vijfennegentigste verjaardag[5]
- Ramses Shaffy (2002) [6]
- Hedy d'Ancona (2012)[7]
- Pierre Audi (2014)[8]
- Mariss Jansons (2015), bij zijn afscheid van het Concertgebouworkest
- Wim Pijbes (2016)[9]
- Louise Gunning (2017)[10]
- Reinbert de Leeuw (2018)[11]
- Dennis Gebbink (2020), oprichter Sportclub Only Friends | Friendship Sports Centre[12]

## Bronzen Medaille
In ieder geval sinds burgemeester Ed van Thijn werd deze medaille niet meer verleend.